# Guillermo Carlos Morigi
Gullermo Carlos Morigi (Caseros, província de Buenos Aires, 1 de març de 1974) és un exfutbolista argentí, que ocupava la posició de migcampista.

## Trajectòria
Va destacar al Vélez Sarsfield del seu país natal, on va arribar al 1993, provinent del planter. va viure un dels períodes daurats del conjunt. Sota la mà de Carlos Bianchi, van alçar nombrosos títols nacionals i internacionals: Libertadores 1994, Intercontinental 1994, Apertura 1995, Clausura 1996, Supercopa 1996, Interamericana 1996 i Recopa Sudamericana 1997.
Al club argentí va romandre quatre anys fins que va fitxar pel València CF. Però no va tenir massa fortuna a l'equip de Mestalla i eixa 97/98 tan sols va jugar 14 partits, la majoria com a suplent i sols va marcar un gol, el primer de la remuntada contra el Barça en un partit que finalitzà 3-4.
La campanya 98/99 la va iniciar amb els valencianistes, però al poc de començar va retornar al Vélez Sarsfield. Aquesta segona etapa va durar fins al 2002, quan recala al Racing Club de Avellaneda. Un any després fitxava pel Barcelona de Guayaquil. Al conjunt equatorià va quallar un bon nivell, però una lesió el 2003 va truncar la seua carrera, a la qual va posar punt final l'any següent.